# Мегрински хребет
Мегринският хребет ({на арменски: Մեղրու լեռնաշղթա; на руски: Мегринский хребет) е планински хребет, част от система на Арменската планинска земя.
Простира се от северозапад на югоизток на 46 km в крайната югоизточната част на Армения, между долините на реките Вахчи (Охчучай) на север и Мегра на запад (леви притоци на Аракс) и река Аракс (десен приток на Кура) на юг. На северозапад чрез прохода Дебаклу (2483 m) се свързва със Зангезурския хребет. Максимална височина връх Багацсар 3256 m, (39°05′29″ с. ш. 46°17′42″ и. д. / 39.091389° с. ш. 46.295° и. д.), издигащ се в северната му част. На североизток от него е връх Хуступ 3201 m. Изграден е от гранити и гранодиорити. Долините и склоновете му със северна експозиция на височина 1200 – 1800 m са обрасли с дъбови и дъбово-габърови гори, а останалите му склонове са заети от ксерофитни редки гори и храсти. Над 3000 m се простират субалпийски и алпийски пасища. В югозападното му подножие, на левия бряг на река Аракс е разположен град Мегри.

## Топографска карта
- J-38-33 М 1:100000[2]
- J-38-34 М 1:100000[3]
- J-38-45 М 1:100000[4]
- J-38-46 М 1:100000[5]